# Compagnie du chemin de fer de Bruges à Blankenberghe
La Compagnie du chemin de fer de Bruges à Blankenberghe est une société anonyme belge, créée en 1862 pour reprendre la concession d'un chemin de fer de Bruges à Blankenberghe dans la province de Flandre-Occidentale.

## Histoire
La société anonyme créée par l'acte du 9 avril 1862, approuvé par l'arrêté royal du 27 avril 1862 (publié dans le Moniteur le 3 mai 1862), est dénommée « Compagnie du chemin de fer de Bruges à Blankenberghe » et a son siège à Bruges. Son objet est d'établir et exploiter un chemin de fer débutant à Bruges (station de l'État) pour aboutir à Blankenberge, tel qu'il a été concédé suivant l'arrêté royal du 21 décembre 1861.

## Réseau
- Ligne de Bruges à Blankenberghe
- Ligne de Blankenberghe à Heist (entièrement remaniée au cours du XXe siècle)